# Teresa Schel
Teresa Schel (Branna) (* 24. května 1980 Karviná) je česká herečka polského původu; v současnosti členka činohry Jihočeského divadla.

## Život
Teresa Branna se narodila v Karviné jako druhá z dvojčat. Během školní docházky vystupovala na Polské scéně Těšínského divadla, kde působila také dva roky po maturitě jako nápověda a elévka, hostovala také na České scéně (muzikál Starci na chmelu). Poté studovala Divadelní akademii ve Varšavě. Během studia účinkovala v několika polských seriálech a mimo jiné ztvárnila hlavní postavu ve filmu Mistrz. V Česku hrála například v televizním cyklu Soukromé pasti (2008) nebo v pohádce O království z nudlí štěstí bez konce (2009). Od roku 2008 působí v Jihočeském divadle.

## Divadlo
- Fuk! (režie Petr Zelenka)
- Tři mušketýři
- Muž sedmi sester
- Saturnin
- Hamlet
- Tlustý prase
- Donaha!
- Rád to někdo horké?
- Nebezpečné vztahy
- Pýcha a předsudek
- Robin Hood
- Malované na skle
- Ženy Jindřicha VIII. aneb Chudák král (em)
- Harlekýnovy milióny
- Babička
- Kašpar Hauser - dítě Evropy
- Žebrácká opera
- Poslední večeře
- Miláček
- Hry šálivé lásky
- Tadeusz Slobodzianek
- Prorok Ilja
- Marian Palla
- Sajns fikšn

## Výběr filmografie
- 2002 – Kanal
- 2004 – Na dobre i na zle (seriál, 4 díly)
- 2004 – Pensjonat pod Róza (seriál, 1 díl)
- 2005 – Mistrz
- 2007 – Ordinace v růžové zahradě (seriál, 2 díly)
- 2008 – Soukromé pasti, (seriál, díl: „Smím prosit o lásku“)
- 2009 – O království z nudlí a štěstí bez konce
- 2010 – Zázraky života (seriál)
- 2013 – Cirkus Bukowsky (seriál)
- 2014 - Ordinace v růžové zahradě (Jana Ráčková)
- 2015 - Místo zločinu Plzeň